# La Higuera
La Higuera (phát âm [la iˈɣeɾa]; Tây Ban Nha cho '"cây sung"') là một ngôi làng nhỏ nằm ở tỉnh Vallegrande, thuộc vùng Santa Cruz, Bolivia. Nó thuộc giáo xứ dân sự La Higuera, trong thành phố Pucará.

## Địa lý
Ngôi làng nằm cách Santa Cruz de la Sierra khoảng 150 km (đường chim bay) về phía tây nam và cách Pucará 15 km về phía tây nam. La Higuera nằm ở độ cao 1950 mét so với mực nước biển. Dân số của nó (theo điều tra dân số năm 2001) là 119 người, chủ yếu là người Guaraní bản địa.

## Lịch sử
Vào ngày 8 tháng 10 năm 1967, nhà cách mạng Mác-xít người Argentina Che Guevara đã bị bắt bởi quân đội Bolivia dưới sự hỗ trợ của CIA tại khe núi Quebrada del Churo gần đó, kết thúc chiến dịch nhằm tạo nên một cuộc cách mạng lục địa ở Nam Mỹ. Che Guevara bị giam trong trường làng, nơi ông bị giết hại vào ngay ngày hôm sau. Thi thể của ông sau đó được đưa đến Vallegrande, nơi cho báo chí khắp nơi đến chụp hình và sau đó được bí mật chôn cất dưới một ngôi mộ tập thể.
Du khách từ khắp nơi trên thế giới đến La Higuera để hành hương. Một người Pháp đã mở một nhà trọ tại văn phòng điện báo trước đây là nơi lực lượng du kích đã có những nỗ lực cuối cùng để liên lạc với thế giới bên ngoài. Các bác sĩ Cuba điều trị cho trang trại khốn khổ Những hình ảnh về nhà cách mạng được treo trong các túp lều của dân làng, và nhiều người cầu nguyện với "Santo Ernesto" (Thánh Ernesto), người được cho là sẽ mang lại điều kỳ diệu."
Tượng đài "El Che" và đài tưởng niệm trong ngôi trường cũ là những điểm thu hút khách du lịch chính của khu vực này. La Higuera là một điểm dừng trên "Ruta del Che" (Đường mòn Che Guevara) được khai trương vào năm 2004.